# Batu Gajah (Ulu Rawas)
Batu Gajah is een bestuurslaag in het regentschap Musi Rawas van de provincie Zuid-Sumatra, Indonesië. Batu Gajah telt 1716 inwoners (volkstelling 2010).